# خان باغي
خان‌ باغي هي قرية في مقاطعة كليبر، إيران. عدد سكان هذه القرية هو 123 في سنة 2006.